# Ivan Očak
Ivan Očak, (Vrdnik, 2. siječnja 1920. – Zagreb, 24. ožujka 1994.), bio je hrvatski povjesničar.

## Životopis
Ivan Očak rođen je u Vrdniku 1920. godine. Osnovnu školu počeo je u Vrdniku a završio u Zagrebu. Srednju obrtno-industrijsku školu i dva razreda Trgovačke akademije polazio je i završio u Zagrebu.
1941. godine je pristupio je partizanskom pokretu. Nakon ranjavanja 1943. bio upućen na liječenje u Moskvu, gdje je 1953. godine diplomirao povijest na Državnome sveučilištu Lomonosov, te do 1972. godine radi pri Katedri za povijest Južnih i Zapadnih Slavena u Moskvi. Doktorirao je povijesne znanosti 1971. godine disertacijom Borba jugoslavenskih internacionalista za ideje Oktobra u Jugoslaviji 1918-1921. Nakon objavljivanja svojih rezultata arhivskih istraživanja i kontakata s preživjelim svjedocima o sudbinama nestalih u staljinskim čistkama bio je, 21. rujna 1972. godine, uhićen u Moskvi, višekratno saslušavan i u listopadu iste godine proglašen nepoželjnom osobom. Nakon povratka u Hrvatsku, u rujnu 1973. godine, bavi se publicističkim i znanstvenim radom. Od 1980. do 1991. godine radi kao znanstveni savjetnik u Zavodu za hrvatsku povijest pri Filozofskome fakultetu u Zagrebu. Od 1988. do 1994. godine predaje je arhivistiku na Odsjeku za informatiku. 
U svome povjesničarskome radu osobito se bavio vezama Rusije i južnoslavenskih naroda u drugoj polovici 19. i početkom 20. stoljeća. Proučavao je sudbine ljudi s prostora bivše Jugoslavije, koji su sudjelovali u Oktobarskoj revoluciji 1917. godine. U nizu rasprava i monografija pisao je o istaknutim predstavnicima radničkog i komunističkog pokreta i njihovu političkom djelovanju, tako o Radi Končaru (1976.), Vladimiru Ćopiću (1980.), Miroslavu Krleži (1982.), Pavlu Gregoriću (1982.), Stjepanu i Đuri Cvijiću (1982.), Milanu Gorkiću - Josipu Čižinskom (1988.).

## Djela
Nepotpun popis:
- Jugosloveni u Oktobru, Narodna knjiga, Beograd, 1967.
- O Jugoslavenima u bjelogardejskim jedinicama u Rusiji za vrijeme građanskog rata: (1918-1920), Institut za historiju radničkog pokreta Hrvatske, Zagreb, 1974.
- U borbi za ideje Oktobra: jugoslavenski povratnici iz sovjetske Rusije: (1918–1921), Stvarnost, Zagreb, 1976.
- Končar: sekretar partije, Alfa, Zagreb, 1976. (suautor Jovo Popović)[2]
- Barabaš, Kajkavsko spravišče, Zagreb, 1978.
- Jugoslavenski oktobarci: likovi i sudbine, Školska knjiga, Zagreb, 1979.
- Vojnik revolucije: život i rad Vladimira Ćopića, Spektar, Zagreb, 1980.
- Tito-Krleža, prijeratni susreti, Kajkavsko spravišče, Zagreb 1981.
- Braća Cvijići, Spektar-Globus, Zagreb, 1982.
- Krleža-Partija: (Miroslav Krleža u radničkom i komunističkom pokretu 1917-1941), Spektar, Zagreb, 1982.
- Pavle Gregorić-Brzi: građa za biografiju, Nacionalna i sveučilišna biblioteka, Zagreb, 1982.
- Jugoslavenski emigranti iz Amerike u Sovjetskom Savezu: (između dva rata), Spektar, Zagreb, 1985.
- Gorkić: život, rad i pogibija, Globus, Zagreb, 1988.
- Afera Diamantstein: prvi antikomunistički proces u Kraljevstvu Srba, Hrvata i Slovenaca (1919), Naprijed, Zagreb, 1988.
- Hrvatsko-ruske veze: druga polovica XIX. i početak XX. stoljeća, Hrvatska sveučilišna naklada, Zagreb, 1993.

## Vanjske poveznice
- Dragutin Pavličević, Uz 70. godišnjicu života Ivana Očaka (Bibliografija radova dra Ivana Očaka) // Journal of the Institute of Croatian History, sv. 23, br. 1, Listopad 1990., str. 359. – 361., (Hrčak)